# Autoritratto con sigaretta
Autoritratto con sigaretta (in norvegese Selvportrett med sigarett) è un dipinto del 1895 del pittore norvegese Edvard Munch. L'uso della sigaretta e del decadimento fisico da parte di Munch come rifiuto dei valori sociali suscitò polemiche in seguito all'esposizione dell'autoritratto del 1895. A partire dal 2021, l'opera è conservata presso la Galleria nazionale di Oslo.

## Composizione
L'artista è circondato da un'ombra scura mentre tiene in mano una sigaretta fumante. John Ravenal paragona l'illuminazione drammatica del dipinto a quella di un palcoscenico. Sue Prideaux scrive che "Munch appare dal fumo di sigaretta come un genio da una bottiglia". La sigaretta, che la storica dell'arte Patricia Berman definisce "un nesso per identità sociali marginali negli anni 1890, era un simbolo della "devianza" e della "dissoluzione sociale" tra i confini di classe e di genere. Pertanto, la sua inclusione nell'autoritratto rifiuta i valori tradizionali e associa Munch al bohémien e alla decadenza. Berman crede anche che la rappresentazione di se stesso da parte dell'artista con un "corpo magro che si dissolve" e una "pelle giallastra" impieghi il decadimento fisico per sfidare le norme sociali e sanitarie.

## Storia
Il dipinto fu esposto da Blomqvist a Oslo durante l'autunno del 1895, insieme ad altre opere di Munch, tra cui la versione del 1893 de L'urlo, la versione del 1894–1895 di Madonna e Vampire. L'autoritratto doveva originariamente essere esposto come "ritratti di matrimonio gemelli" con il ritratto, realizzato da Munch, della sua presunta amante Dagny Juel. Tuttavia, il padre di Juel chiese a Munch di togliere il ritratto di sua figlia prima della mostra, cosa che Munch fece. Autoritratto con sigaretta fu acquistato quell'anno dalla Galleria nazionale di Oslo, ora parte del Museo nazionale di Norvegia.
La mostra dell'autoritratto portò a polemiche sulla salute mentale di Munch. Johan Scharffenberg, allora studente di medicina, suggerì che il dipinto fosse una manifestazione dell'amoralità e della degenerazione mentale di Munch; Scharffenberg disse che l'artista esercitava un'influenza malata e corruttrice sulla gioventù norvegese. Berman identifica questa e altre critiche come un potenziale pericolo del dipinto per la società motivato da influenti pensatori come Max Nordau.
Dal 1908 al 1909, Munch produsse anche una litografia intitolata Autoritratto con sigaretta. Eseguì anche una riproduzione fotografica del dipinto tra il 1907 e il 1909.
Da febbraio a maggio 2006, l'autoritratto e altri 86 dipinti di Munch sono stati presentati al Museum of Modern Art di New York per la prima retrospettiva del XXI secolo sulla carriera di Munch, intitolata Edvard Munch: The Modern Life of the Soul.